# Im Netz der Versuchung
Im Netz der Versuchung (Originaltitel: Serenity) ist ein US-amerikanisches Filmdrama des Regisseurs Steven Knight aus dem Jahr 2019 mit Matthew McConaughey, Anne Hathaway, Diane Lane und Jason Clarke in den Hauptrollen.

## Handlung
Baker Dill ist ein Fischerbootkapitän, der ein ruhiges und beschütztes Leben führt. Er verbringt seine Tage damit, Touren vor einer ruhigen, tropischen Enklave namens Plymouth Island zu leiten, und ist besessen davon, einen riesigen, flüchtigen Gelbflossenthun zu fangen, den er „Justice“ nennt.
Eines Tages spürt Dills Ex-Frau Karen ihn auf und bittet ihn, sie und ihren kleinen Sohn Patrick vor ihrem neuen, mächtigen, aber gewalttätigen Ehemann Frank zu retten. Sie bietet Dill 10 Millionen US-Dollar, wenn er ihn ermordet, indem er ihn über Bord wirft. Sie erzählt ihm, dass Frank im Laufe der Woche eintreffen wird und dass sie Dill für einen Angelausflug gebucht haben – die perfekte Gelegenheit für Dill, Frank zu töten.
Hin- und hergerissen zwischen seinem Gewissen und seinem Wunsch, Karen zu helfen, wird Dill in ein Leben zurückgestoßen, das er zu vergessen versucht hatte, während seine Welt in eine neue Realität eintaucht, die vielleicht nicht so ist, wie sie scheint.
Bald stellt sich heraus, dass Dill eine Figur in einem von Patrick entwickelten Computerspiel ist, das auf seinem Vater John Mason basiert, einem Captain der United States Marines, der 2006 im Irak getötet wurde. Patrick hatte die Figur auf einer Erinnerung an seinen Vater aufgebaut, der ihn zum Angeln mitnahm, als er drei Jahre alt war. Als die verwitwete Karen wieder heiratete, führte Patrick seine Mutter und den missbrauchenden Stiefvater als neue Charaktere in das Spiel ein und änderte Dills Aufgabe vom Thunfischfang zum Mord an seinem Stiefvater.
Dill wird sich bewusst, dass er und die anderen Bewohner der Plymouth-Insel lediglich Figuren einer virtuellen Realität sind, die von seinem Sohn erschaffen wurden. Dennoch beschließt er, sich an das Ziel zu halten, Frank zu töten.
Während Dill den Auftrag ausführt, nimmt Patrick den Mut auf, Frank im wirklichen Leben zu begegnen und sticht ihm mit einem Messer, das seinem Vater gehörte, in die Brust. Frank stirbt und Patrick wird des Mordes angeklagt, aber in die Obhut seiner Mutter entlassen, während er auf seinen Prozess wartet. Er entwirft ein neues Computerspiel, in dem er und sein Vater wieder zusammenfinden.

## Produktion
Am 28. Januar 2017 wurde bekannt gegeben, dass Matthew McConaughey und Anne Hathaway die Hauptrollen in einem Film namens Serenity übernehmen würden. McConaughey und Hathaway hatten seit Christopher Nolans Interstellar im Jahr 2014 nicht mehr zusammen gearbeitet. Hathaway erklärte, dass sie sich von der Rolle der Karen angezogen fühle, da die Figur eine „Maske“ trägt, die durch den „männlichen Blick“ definiert ist, und dass sie bis dahin nicht gebeten wurde, diese Art von Figuren zu spielen.
Am 18. April 2017 stieß Jason Clarke zum Film, um den wohlhabenden, missbrauchenden Ehemann von Hathaways Figur zu spielen. Am 10. Mai 2017 wurden weitere Darsteller bekannt gegeben, darunter Uma Thurman für die Rolle der Geliebten von McConaughey, Constance, und Djimon Hounsou für eine nicht näher bezeichnete Rolle. Im Juli 2017 wurden McConaughey, Hathaway, Clarke, Hounsou sowie Jeremy Strong und Diane Lane als Teil der Besetzung offiziell bestätigt. Lane ersetzte Thurman, da sich diese aufgrund von Terminkonflikten aus der Produktion zurückziehen musste.
Steven Knight übernahm die Regie nach seinem eigenen Drehbuch. Darin nahm er Bezug zu Werken wie Moby Dick, Der alte Mann und das Meer, The Rime of the Ancient Mariner und Shakespears Der Sturm, aber auch zu den Anonymen Alkoholikern (AA), die Serenity Prayer zu Beginn und zum Ende ihrer Sitzungen beten. Der Name des Kapitäns Baker Dill, der im Film ebenfalls mit Alkoholproblemen kämpft, ist von der Figur Charles Baker „Dill“ Harris aus dem Roman Wer die Nachtigall stört von Harper Lee abgeleitet.
Greg Shapiro und Guy Heeley produzierten den Film zusammen mit Global Road Entertainment, Starlings Entertainment, Nebulastar und Shoebox Films. Die Finanzierung erfolgte durch IM Global. Die Dreharbeiten begannen Ende Juli 2017 und endeten im September 2017. Die Aufnahmen des fiktiven Plymouth Island wurden auf der Insel Mauritius in der Nähe des Ortes Trou-aux-Biches gedreht. Die Produktion erhielt auch einen lokalen Regierungsrabatt von 39 Prozent und löste einen Skandal im Land aus, da der damalige Premierminister Pravind Jugnauth beschuldigt wurde, Gelder in Höhe von mehr als 200 Millionen Mauritius-Rupien veruntreut zu haben – etwa sechs Millionen US-Dollar – um den Film zu unterstützen.

## Veröffentlichung
Im Februar 2018 erwarb Aviron Pictures die Vertriebsrechte am Film. Ursprünglich sollte der Film am 28. September 2018 in die Kinos kommen, wurde dann aber auf den 19. Oktober 2018 verschoben. Der Film kam schließlich am 25. Januar 2019 im Vertrieb von Aviron Pictures in die US-amerikanischen Kinos, mit fast vier Monaten Verspätung.
In den Vereinigten Staaten und Kanada wurde Im Netz der Versuchung zusammen mit dem britischen Fantasyfilm Wenn du König wärst veröffentlicht und sollte an seinem Eröffnungswochenende in 2.561 Kinos geschätzt sieben Millionen US-Dollar einspielen. Der Film spielte an seinem ersten Tag 1,6 Millionen US-Dollar ein, einschließlich 250.000 US-Dollar aus Vorpremieren am Donnerstagabend, was die Schätzungen um drei Millionen auf vier Millionen US-Dollar senkte und deutlich unter den Erwartungen blieb. Am Ende spielte der Film nur 4,4 Millionen US-Dollar am Eröffnungswochenende ein, was den achten Platz bedeutete und den schlechtesten Kinostart in Hathaways Karriere darstellte. Am zweiten Wochenende fiel der Film um 62 Prozent auf 1,7 Millionen US-Dollar und landete nur noch auf Platz 14. Hinzu kommt, dass der Verleiher nach schlechten Testvorführungen seine Marketingbemühungen abrupt kürzte, was zum kommerziellen Misserfolg beitrug.
Laut Deadline Hollywood wurden „vielleicht nur neun Spots zu obskuren Zeiten ausgestrahlt und nicht in Zeitfenstern, die dazu beigetragen hätten, den Film bekannt zu machen“. Auch seien „die Stars des Films und der Regisseur über die Anzahl der Werbeauftritte (engl. Junkets), beispielsweise in Late-Night-Show-Interviews, getäuscht worden“. Daraufhin erklärte Aviron in einer Stellungnahme: „So sehr wir diesen Film lieben und immer noch hoffen, dass er sein Publikum findet, haben wir den Film getestet und erneut getestet – sowohl vor Publikum als auch bei Kritikern – und leider haben die Daten gezeigt, dass der Film nicht in der Lage sein würde, unsere ursprünglichen Erwartungen zu erfüllen, so dass wir unser Budget und unsere Marketingtaktik entsprechend angepasst haben.“ Einige der Stars des Films, wie McConaughey und Hathaway, waren Berichten zufolge verärgert, da Aviron eine Promotions- und Werbekampagne zugesagt hatte, die einer Veröffentlichung in 2500 Kinos entsprechen würde.
Scott Mendelson, ein Autor von Forbes, verteidigte die Entscheidung von Aviron mit der Aussage, dass „ein origineller, mit Altersfreigabe versehener, mit Stars besetzter, sexuell expliziter Thriller eines kleinen Verleihers mit schlechten Kritiken, einem D+ von CinemaScore und (verständlicherweise) irreführendem Marketing die eigentliche Definition von DOA ist“, und schlussfolgerte, „Aviron hätte nur Geld verbrannt, wenn sie noch mehr für die Vermarktung von ‘Serenity’ ausgegeben hätten, als sie es ohnehin schon getan haben“. DOA bezieht sich in diesem Zusammenhang auf das englische Akronym Dead on arrival: Tot bei Ankunft bzw. zum Start des Films.
Im Netz der Versuchung spielte weltweit nur knapp 14,45 Millionen US-Dollar ein, sowie zusätzliche 1,4 Millionen US-Dollar aus Erlösen im Bereich der Vermarktung im Heimvideobereich, die in Nordamerika bereits am 30. April 2019 begann. Dem stand ein Produktions- und Werbebudget von 25 Millionen US-Dollar gegenüber.
In Deutschland kam der Film am 2. Mai 2019 im Vertrieb der Universum Film in die Kinos und erschien im selben Jahr auf DVD-Video und Blu-ray Disc.
Die Erstausstrahlung im Schweizer Fernsehen erfolge am 2. Juni 2021 auf dem Privatsender S1, in Österreich am 12. Juli 2021 auf ORF1 und in Deutschland am 17. Juli 2021 auf dem Fernsehsender VOX. In den Jahren 2023 und 2025 kam es zu Wiederholungen auf VOX und S1. Ab 2024 erfolgten auch mehrere Ausstrahlungen im Bezahlfernsehen, so auf 3 Plus TV und 4 Plus TV. Der Film ist auf verschiedenen Video-on-Demand-Plattformen als Abrufvideo verfügbar.

## Rezeption
Auf der Bewertungsplattform Rotten Tomatoes erreichte der Film nur eine durchschnittliche Bewertung von 21 Prozent (4,1 von 10 Punkte). Der kritische Konsens der Website lautet: „Ein High-Concept-Mysterium mit einem Twist: [Der Film] ‘Serenity’ ist nicht das, was er auf den ersten Blick zu sein scheint – leider ist [der Film] auch nicht annähernd so clever oder unterhaltsam, wie er vorgibt [zu sein].“ Auf Metacritic hat der Film eine gewichtete Durchschnittsnote von 37 von 100, was auf „allgemein ungünstige Kritiken“ hinweist. Das von CinemaScore befragte Publikum gab dem Film eine Durchschnittsnote von „D+“ auf einer Skala von A+ bis F, während PostTrak dem Film eine noch positive Gesamtnote von 56 Prozent und eine Weiterempfehlungsrate von nur 34 Prozent gab.
Christy Lemire von der Kritikerseite von Roger Ebert gab dem Film einen Stern, nannte ihn „schrecklich und verrückt“ und schrieb mit einer negativen Konnotation: „Ähnlich wie ‘Collateral Beauty’ und ‘The Book of Henry’ – jüngere Dramen mit geschätzten Darstellern, die auf unterhaltsam schreckliche Weise aus den Fugen geraten sind – ist ‘Serenity’ die Art von verrücktem Film, den man wirklich gesehen haben muss, um ihn zu glauben.“
Todd McCarthy von The Hollywood Reporter schrieb: „Normalerweise können Schauspieler mit solch melodramatischen Rollen Spaß haben, aber Knights Strategien dienen eher dazu, die Darsteller in eine Zwangsjacke zu stecken, als sie zu befreien, da der Höhepunkt eine schwer fassbare Vision am Horizont bleibt. Wie ein langer Angeltag, an dem kein Fisch anbeißt, lädt ‘Serenity’ eher zu Ungeduld als zu aufgeregter Vorfreude ein, und die letztendliche Entlohnung provoziert ein großes ‘Huh?’“.
In seiner Rezension für den New York Observer schrieb Rex Reed: „Das neue Jahr ist noch nicht einmal einen Monat alt, aber ein Schrotthaufen namens ‘Serenity’ qualifiziert sich bereits als der schlechteste Film des Jahres 2019“. Michael O’Sullivan von der Washington Post schrieb, dass die Dialoge „bis hin zur Selbstparodie schlecht seien“ […] „Die Darbietungen sind ‘cartoonhaft’, vor allem die von Hathaway, deren Femme fatale wie eine Art ‘Live-Action-Jessica-Rabbit’ aus Falsches Spiel mit Roger Rabbit wirkt. […] das Szenario strotzt nur so vor Klischees und fauler Kurzschrift.“
Diese Ansicht teilte auch die Kritik des New Yorker, die den Film als „bloße Ansammlung von Klischees“ bezeichnete, „die zu einem Metafilm zusammengefügt wurden“. Im Rolling Stone bezeichnete Peter Travers Serenity als „das uneheliche Kind von ‘Body Heat’ und ‘The Sixth Sense’, ohne die Hitze und den Sinn“. Auch weitere Kritiker, darunter von Vanity Fair und The Independent, kritisierten den „Plot Twist“.
Der Film landete schließlich auf mehreren Listen der „schlechtesten Filme des Jahres 2019“, darunter die des Hollywood Reporter, von Variety und von CBS News.

## Nominierungen
Der Film wurde 2020 zweimal für den Negativpreis Goldene Himbeere nominiert: Matthew McConaughey als „Schlechtester Schauspieler“ und Anne Hathaway als „Schlechteste Schauspielerin“ – zusätzlich zum Film Glam Girls – Hinreißend verdorben. Nur die Filmmusik von Benjamin Wallfisch wurde positiv bewertet.

## Synchronisation
Die deutschsprachige Synchronisation erfolgte durch Scalamedia in Berlin. Das Dialogbuch stammt von Michael Schlimgen, die Dialogregie führte Susanna Bonasewicz.
| Darsteller          | Rolle                   | Synchronsprecher  |
| ------------------- | ----------------------- | ----------------- |
| Matthew McConaughey | Baker Dill / John Mason | Benjamin Völz     |
| Anne Hathaway       | Karen Zariakas          | Marie Bierstedt   |
| Diane Lane          | Constance               | Arianne Borbach   |
| Jason Clarke        | Frank Zariakas          | Tobias Kluckert   |
| Djimon Hounsou      | Duke                    | Leon Boden        |
| Jeremy Strong       | Reid Miller             | Rainer Fritzsche  |
| Robert Hobbs        | Ape                     | Matthias Klie     |
| David Butler        | Jack                    | Hans Bayer        |
| Kenneth Fok         | Lionel                  | Roman Wolko       |
| Charlotte Butler    | Lois                    | Peggy Sander      |
| Rafael Sayegh       | Patrick Zariakas        | Oliver Szerkus    |
| Garion Dowds        | Samson                  | Sebastian Fitzner |
| Redd Pepper         | Plymouth DJ             | Bernd Rumpf       |
|                     | Angler                  | Lutz Schnell      |